# W mroku nocy
W mroku nocy (Night Moves) – amerykański film kryminalny z 1975 roku.

## Opis fabuły
Harry Moseby jest prywatnym detektywem z Los Angeles. Otrzymuje zlecenie znalezienia 16-letniej Delly Grastner. Jej matka - aktorka Arlene Iverson - twierdzi, że ostatni raz widziała zaginioną przed dwoma tygodniami. Harry odkrywa, że jej pierwszy mąż zapisał Delly cały swój majątek, który otrzyma po ukończeniu dwudziestu pięciu lat. Do tego czasu dysponuje nim matka.

## Obsada
- Gene Hackman - Harry Moseby
- Jennifer Warren - Paula
- Susan Clark - Ellen Moseby
- Edward Binns - Joey Ziegler
- Harris Yulin - Marty Heller
- Kenneth Mars - Nick
- Janet Ward - Arlene Iverson
- James Woods - Quentin
- Melanie Griffith - Delly Grastner

## Nagrody i nominacje
Nagrody BAFTA 1975
- Najlepszy aktor - Gene Hackman (nominacja)